# 山口義治

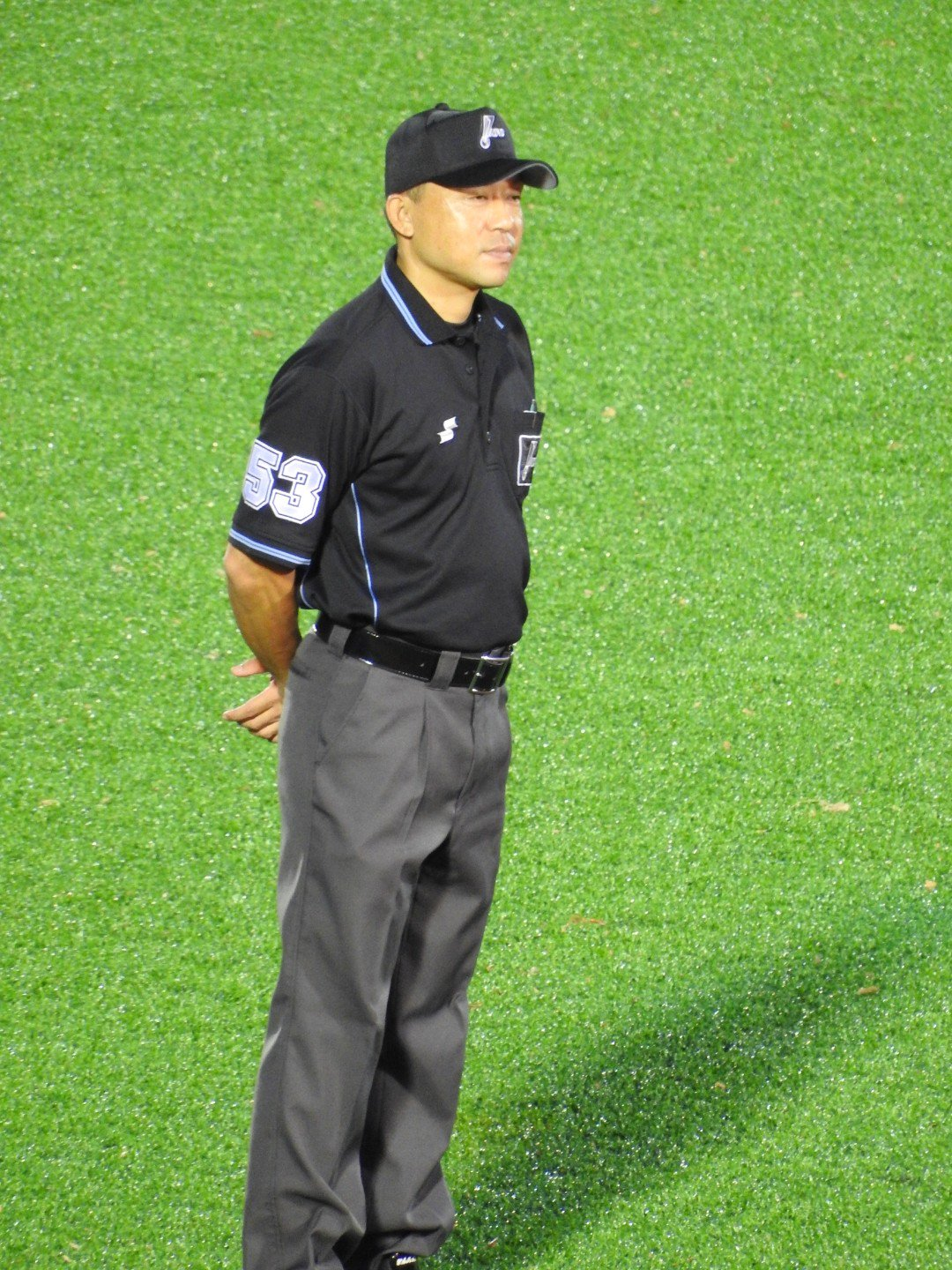
2019年9月17日 横須賀スタジアムにて

山口 義治（やまぐち よしはる、1980年9月15日 - ）は、長崎県出身のプロ野球審判員。審判員袖番号は13。

## 来歴・人物
佐世保実業高校、九州国際大学(九州六大学野球連盟リーグでは2001年ベストナイン選出 外野手)、池田建設を経て、2009年にパシフィック・リーグ審判員となる。佐世保実業高校・九州国際大学の3学年下に川島慶三がいる。
2013年9月1日の千葉ロッテマリーンズ対北海道日本ハム20回戦（QVCマリンフィールド）で、初の一軍公式戦球審を担当。
2016年6月19日のヤクルト対西武戦（神宮球場）において一塁塁審を務めたが、3回裏の大引啓次の三塁ゴロと6回裏の中村悠平のバントを、いずれもアウトと判定する。これに対して真中満監督が2度とも抗議したが判定は覆らず、試合後に名指しで批判された。
2017年4月の二軍戦で、観客にユニフォームを盗難されるトラブルがあった。結局、この試合では一塁の塁審を務めていた岩下健吾審判員の予備の球審のユニフォームを借りて試合を務め、事なきを得た。
2018年には同期入局の芦原英智と共にオールスター初出場を果たし、第2戦（7月14日、リブワーク藤崎台球場（熊本市））で球審を務めた。
2025年2月、台湾の台北市で開催された第6回ワールド・ベースボール・クラシック（WBC）予選・台北ラウンドに派遣され、4試合に出場した。
審判員袖番号は2009年と2010年は13、2011年から2020年までは53、2021年から再び13に戻している。

## 審判出場記録
- 初出場：2010年9月7日、埼玉西武ライオンズ対北海道日本ハムファイターズ21回戦（西武ドーム）、二塁塁審。
- 出場試合数：737試合
- オールスター出場：1回（2018年）
- 日本シリーズ出場：なし

（記録は2024年シーズン終了時）

## 表彰
- イースタン・リーグ優秀審判員：1回（2013年）
- 審判員奨励賞：1回（2023年）
- ファインジャッジ賞：1回（2023年）

（記録は2023年シーズン終了時）